# 布赖特沙伊德广场

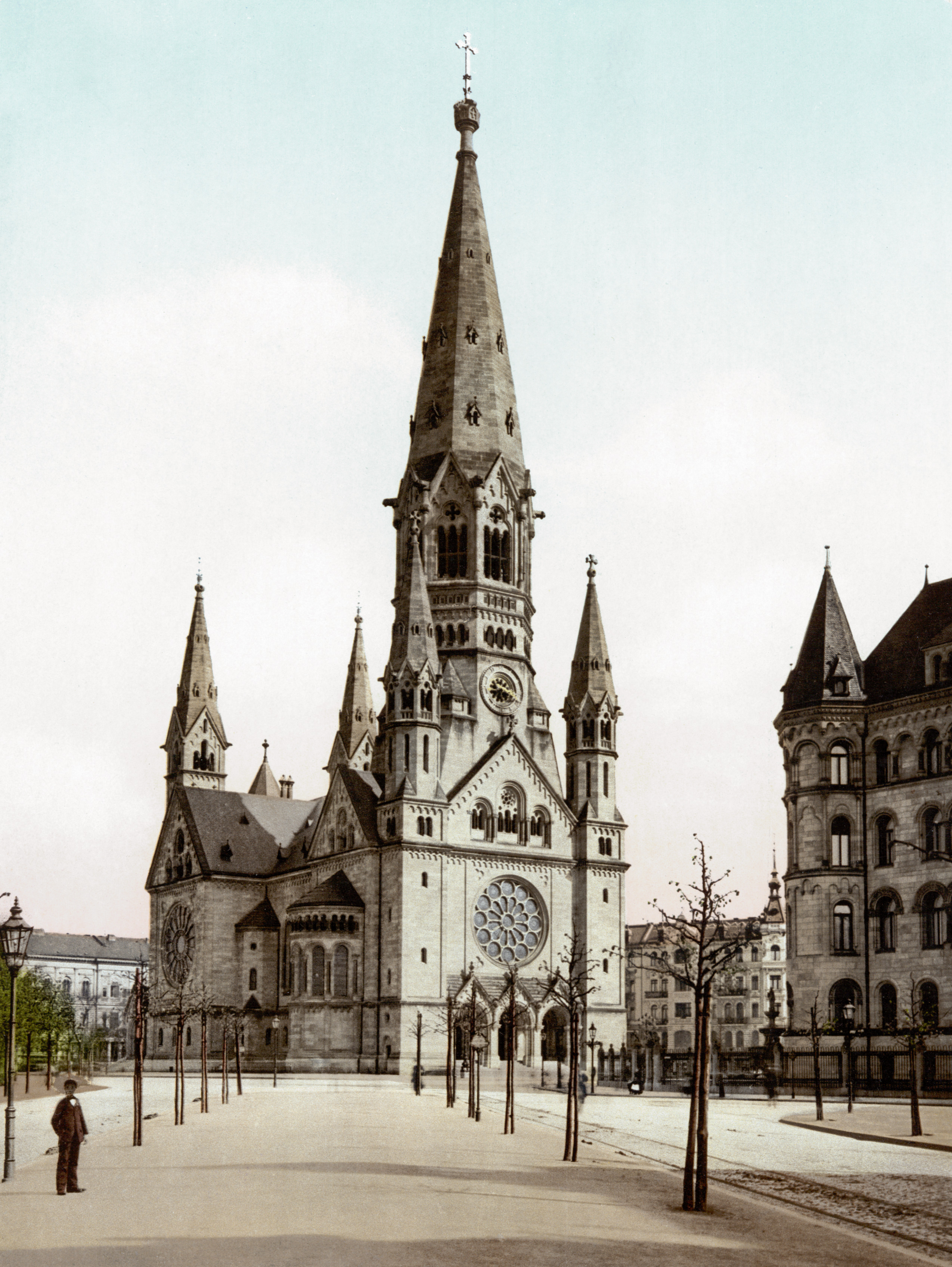
1900年前后的布赖特沙伊德广场：从康德大街方向看到的威廉皇帝纪念教堂。

布赖特沙伊德广场，或譯布莱兹雪德广场，是德国首都柏林西部夏洛滕堡区的一个重要的城市广场，被看做是两德统一之前西柏林的市中心和象征。

## 地理位置
布赖特沙伊德广场位于大蒂尔加滕的西端，介于选帝侯路堤、陶恩沁恩大街和布达佩斯大街之间。歐羅巴中心位于布赖特沙伊德广场东侧，西侧则是Schimmelpfeng-Haus和康德大街。

## 历史
布赖特沙伊德广场开辟于1889年，此处原是选帝侯约阿希姆二世在1542年开辟的狩猎场（大蒂尔加滕）。这个广场最初称为古登堡广场（Gutenbergplatz），是为纪念欧洲活字印刷术的发明者约翰内斯·谷登堡。1892年，广场更名奥古斯特·维多利亚广场（Auguste-Viktoria-Platz），是以当时的德国皇后奥古斯特·维多利亚命名。当时的皇帝威廉二世在此兴建了纪念他的祖父威廉一世的威廉皇帝纪念教堂。该教堂是新浪漫风格的杰出范例，由威廉二世的皇家建筑师弗朗茨·施韦希滕兴建。第一次世界大战前，广场经历了进一步的发展，出现了展览馆、购物中心和文化中心。
第一次世界大战之后，布赖特沙伊德广场成为柏林知识分子的聚会场所，特别是兴建于威廉二世时期的浪漫咖啡馆（Romanisches Café），成为作家、美术家和音乐家们的聚集地。这座建筑当时位于布达佩斯大街53号，是今天欧洲中心所在地。
1943年，广场遭到猛烈空袭，周边大部分地区被摧毁。第二次世界大战以后，广场经历了大规模重建，成为西柏林的象征（亚历山大广场是东柏林的象征）。1947年，为纪念1944年死于纳粹集中营的德国社会民主党员鲁道夫·布赖特沙伊德，广场更名为“布赖特沙伊德广场”。
威廉皇帝纪念教堂在战后成了废墟。战后的柏林倾向于拆除被战争摧毁的建筑，重建城市。著名的西柏林建筑师埃贡·艾尔曼受托在被毁的教堂旁新建了一座教堂，工程完成于1962年。毁坏的老教堂被保留了下来，变成了西柏林建筑界的骄傲，是著名的反战纪念物。

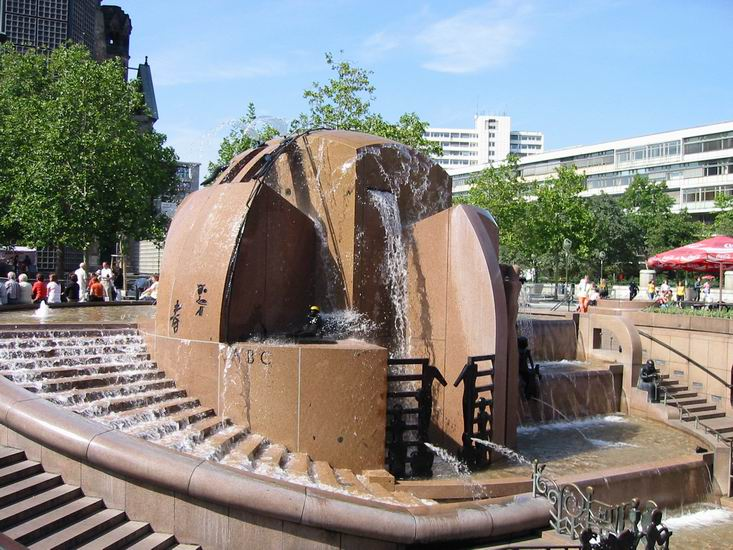
广场东侧欧洲中心前的“世界球”喷泉。

1965年，广场上建起了86米高的欧洲中心，成为西柏林主要的商业中心。它拥有许多百货公司，户外咖啡馆和餐厅，吸引了许多游客。柏林动物园靠近布赖特沙伊德广场，开辟于1882年。动物园火车站是柏林西部重要的交通枢纽。布赖特沙伊德广场是柏林游客最多的景点之一，被许多人称为柏林的精华广场之一，它体现了柏林特有的新与旧、文化与商业的有机组合。

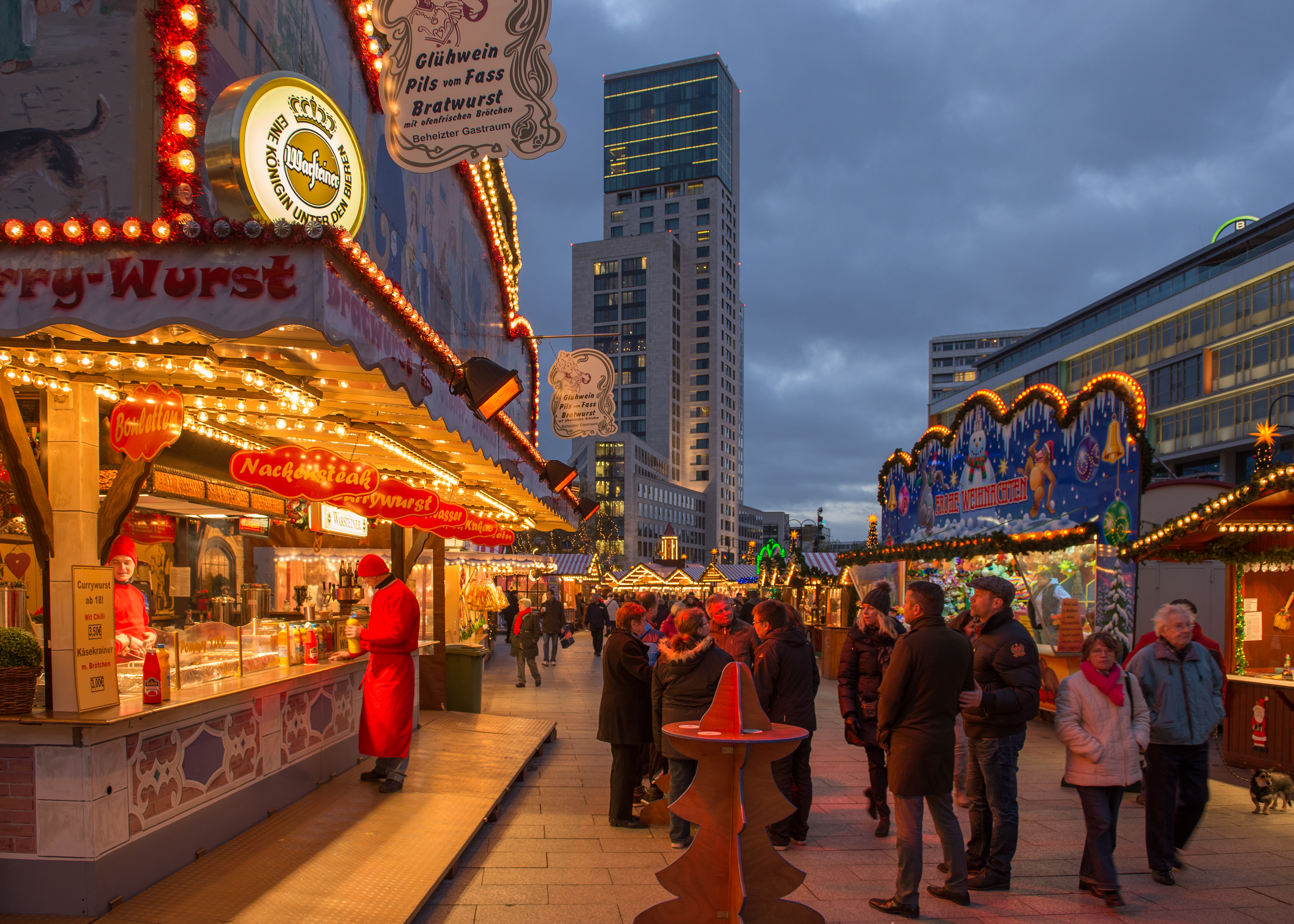
布賴特沙伊德廣場上的聖誕集市

## 未来

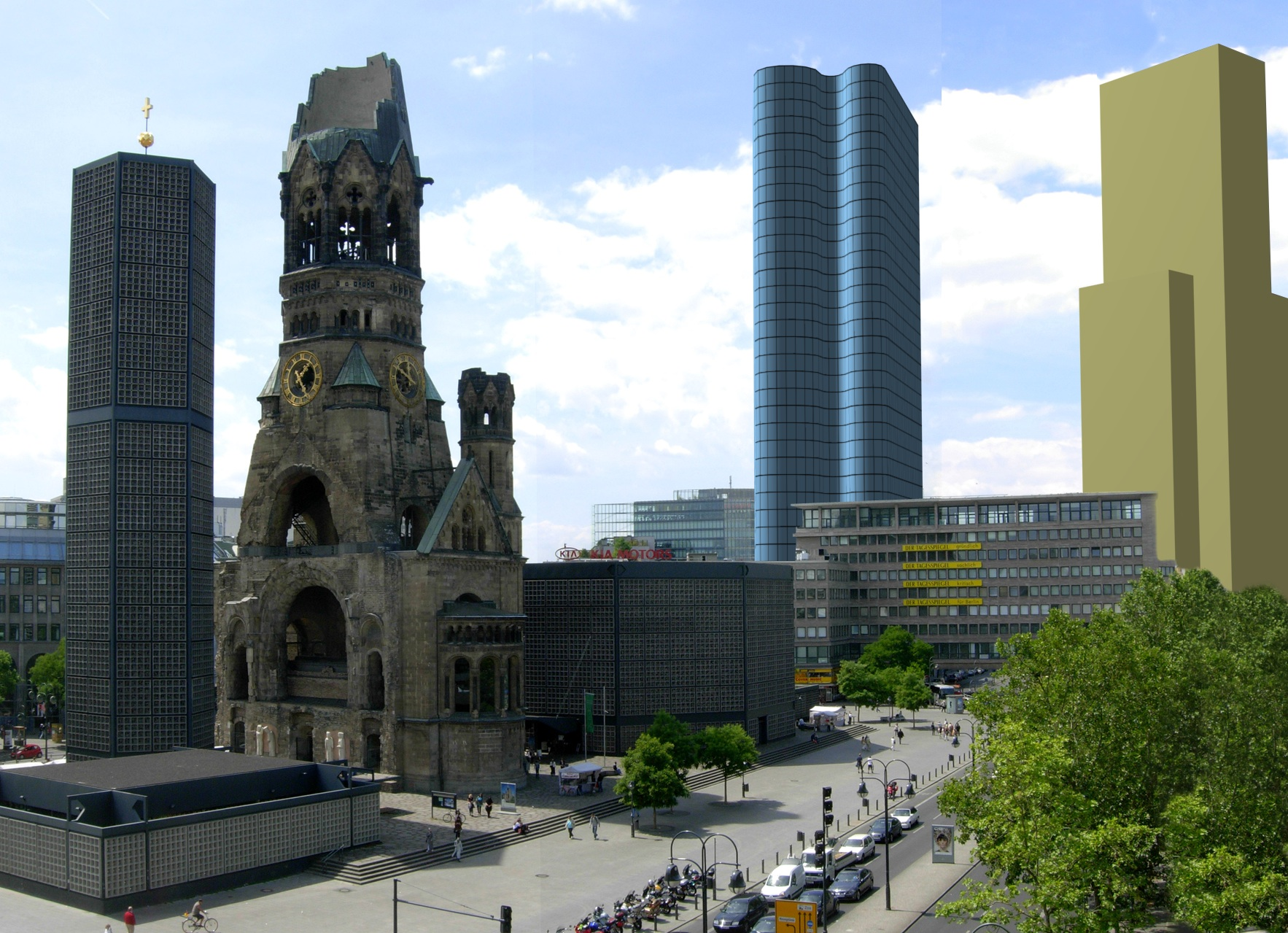
布赖特沙伊德广场未来模拟图：最右侧（西）的“动物园之窗”已建成；左侧是威廉皇帝纪念教堂和紧邻它的新教堂。

2006年初，柏林通过了一个对布赖特沙伊德广场及其周边地区的整体规划框架，这个规划为广场带来了全新的地面、照明和园林设计。
广场北侧的比基尼大楼从2010年12月开始的装修工程将于2013年上半年完成，成为一家拥有149个房间的宾馆。广场西侧的综合高层建筑动物园之窗于2012年底建成。其南侧也将规划建设一座高层建筑。